# Alden Island (Massachusetts)
Alden island ist eine kleine Insel im Duck-Hill-Marschland bei Duxbury, südöstlich von Boston, die durch eine unbefestigte Straße mit der Harmony Hill Road auf dem Festland verbunden ist.